# Friedhofskapelle St. Johannes (Schaan)

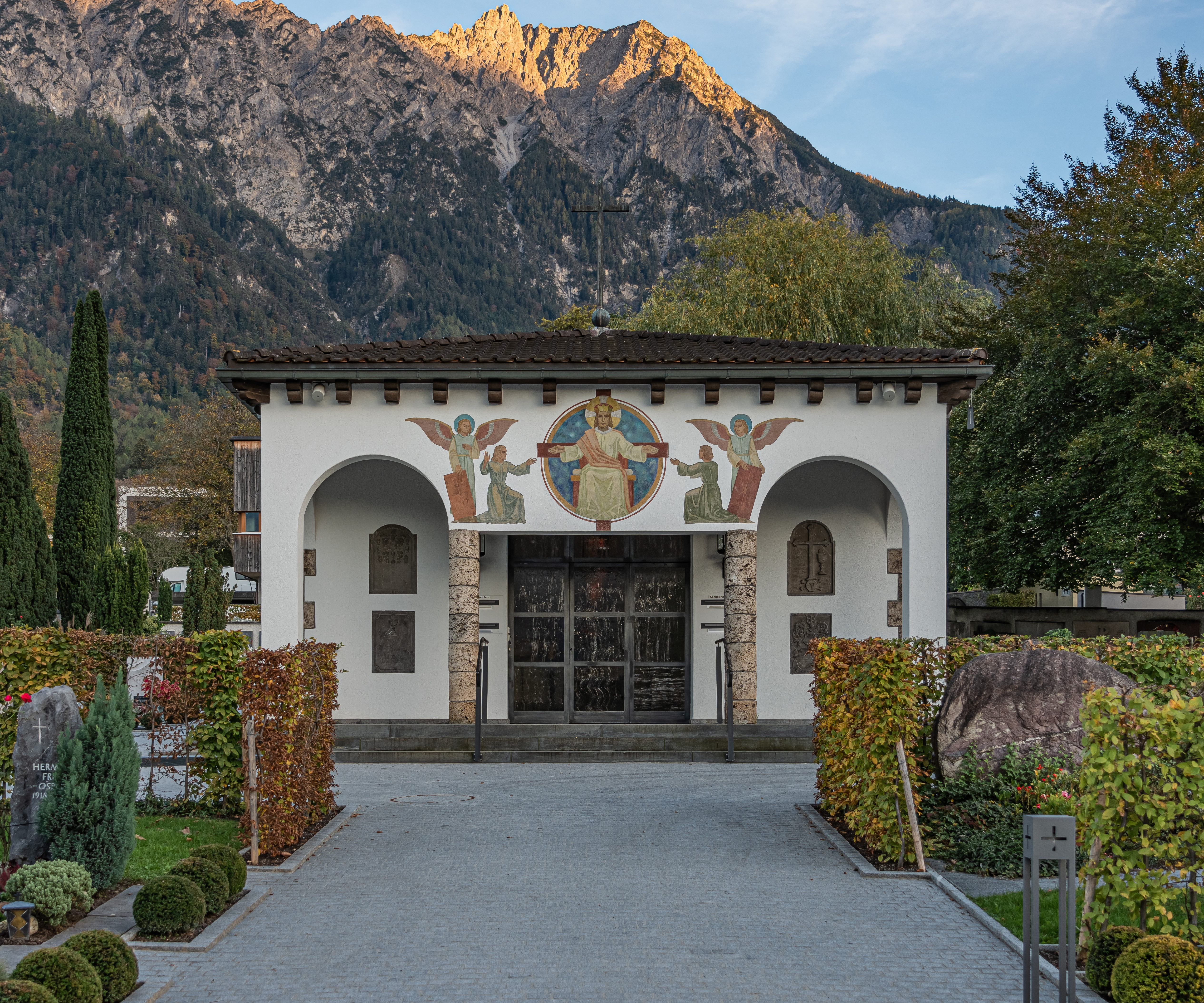
Friedhofskapelle St. Johannes

Die Friedhofskapelle St. Johannes ist eine nach Johannes dem Täufer benannte Aussegnungskapelle auf dem Friedhof der liechtensteinischen Gemeinde Schaan. Sie befindet sich innerhalb des ummauerten Friedhofsgeländes und bildet mit dem erhaltenen romanischen Turm der alten Pfarrkirche St. Laurentius eine historische Gebäudegruppe.

## Architektur und Ausstattung

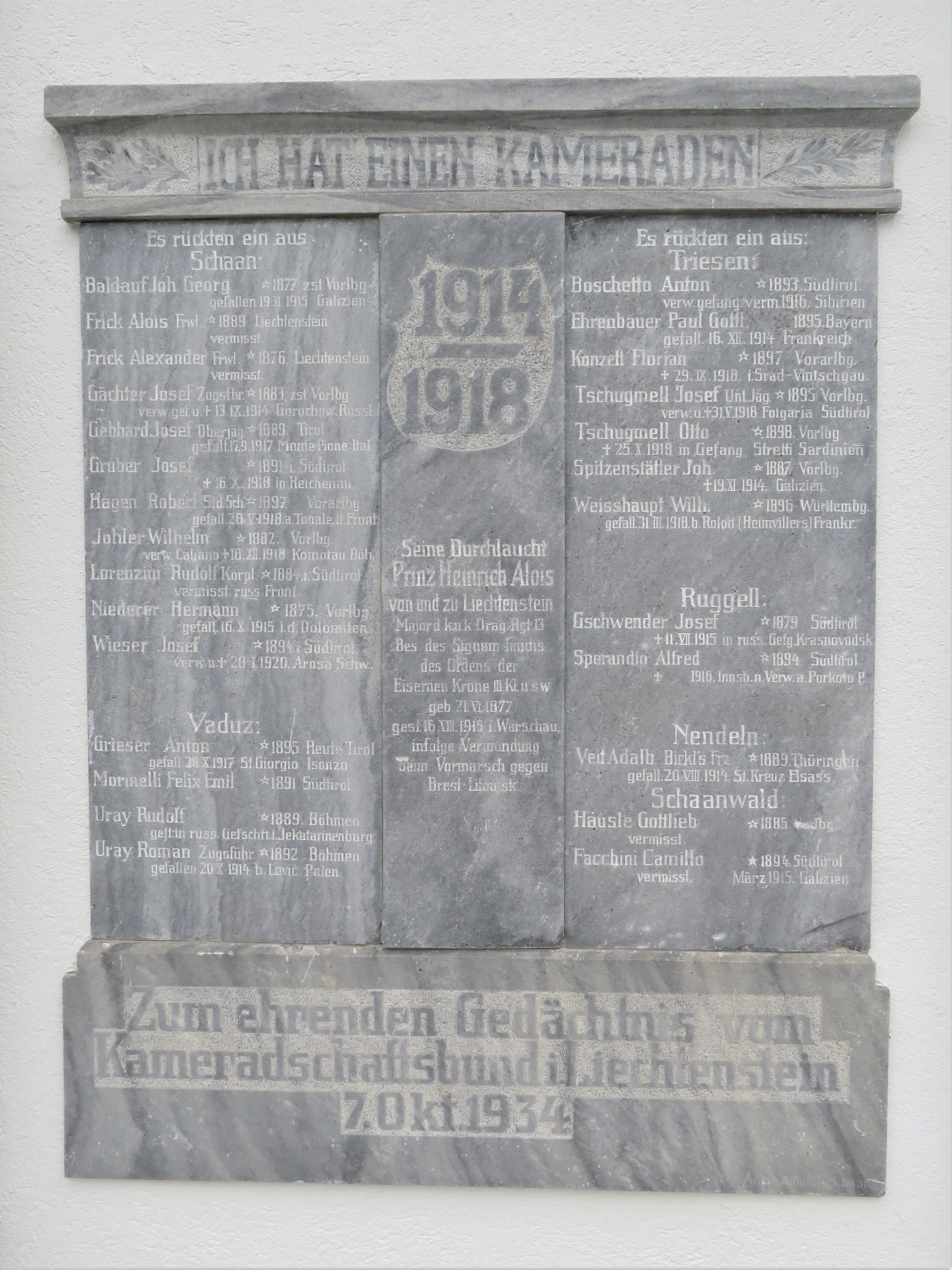
Gedenktafel für die Liechtensteiner Kriegsteilnehmer

Das Gebäude entstand im Jahr 1934 nach Plänen des jungen deutschen Architekten Erwin Hinderer (1901–1944), der in Schaan und Vaduz seit Anfang der 1930er Jahre bereits weitere Gebäude errichtet hatte. Das rechteckige, mit einem einfachen Kreuz geschmückte Gebäude hat eine Vorhalle mit hohen Rundbogenöffnungen nach Westen, Norden und Osten. Über eine Stufenanlage gelangt man von Norden her durch einen von zwei Säulen aus Tuffstein getragenen Hauptdurchgang, der einen geraden Abschluss hat, in die Vorhalle und weiter in den Aufbahrungsraum. Das Fenster an der Rückwand des Aufbahrungsraumes wurde von dem St. Galler Maler und Glasmaler August Wanner gestaltet. Es zeigt den aus dem Grab auferstehenden Jesus.
Die ehemals vermutlich schlicht weisse Fläche über dem Hauptdurchgang wurde im Jahr 1952 nachträglich durch den künstlerisch ambitionierten Schaaner Hofkaplan Ludwig Schnüriger mit farbigen Wandmalereien verziert, die einen Christus als Weltenrichter mit zwei Fürbittern und flankierenden Engeln darstellen.
An den Aussenwänden und im Inneren der Kapelle befinden sich Epitaphien aus dem 18. und 19. Jahrhundert, die an frühere Pfarrer und Hofkapläne erinnern, die in Schaan tätig waren. Die Grabdenkmale stammen vermutlich mehrheitlich von der alten St. Laurentiuskirche.
Auf der Westseite der Kapelle wurde eine Gedenktafel mit den Namen der aus Liechtenstein stammenden Gefallenen des Ersten Weltkriegs in die Wand eingelassen, darunter Prinz Heinrich Alois von und zu Liechtenstein (1877–1915). Die Tafel hat der «Kameradschaftsbund in Liechtenstein» zum 20. Jahrestag des Kriegsbeginns im Jahr 1934 anfertigen lassen. Sie befand sich zunächst am alten Kirchturm und wurde später an der Kapellenwand angebracht.